# Nikon F100

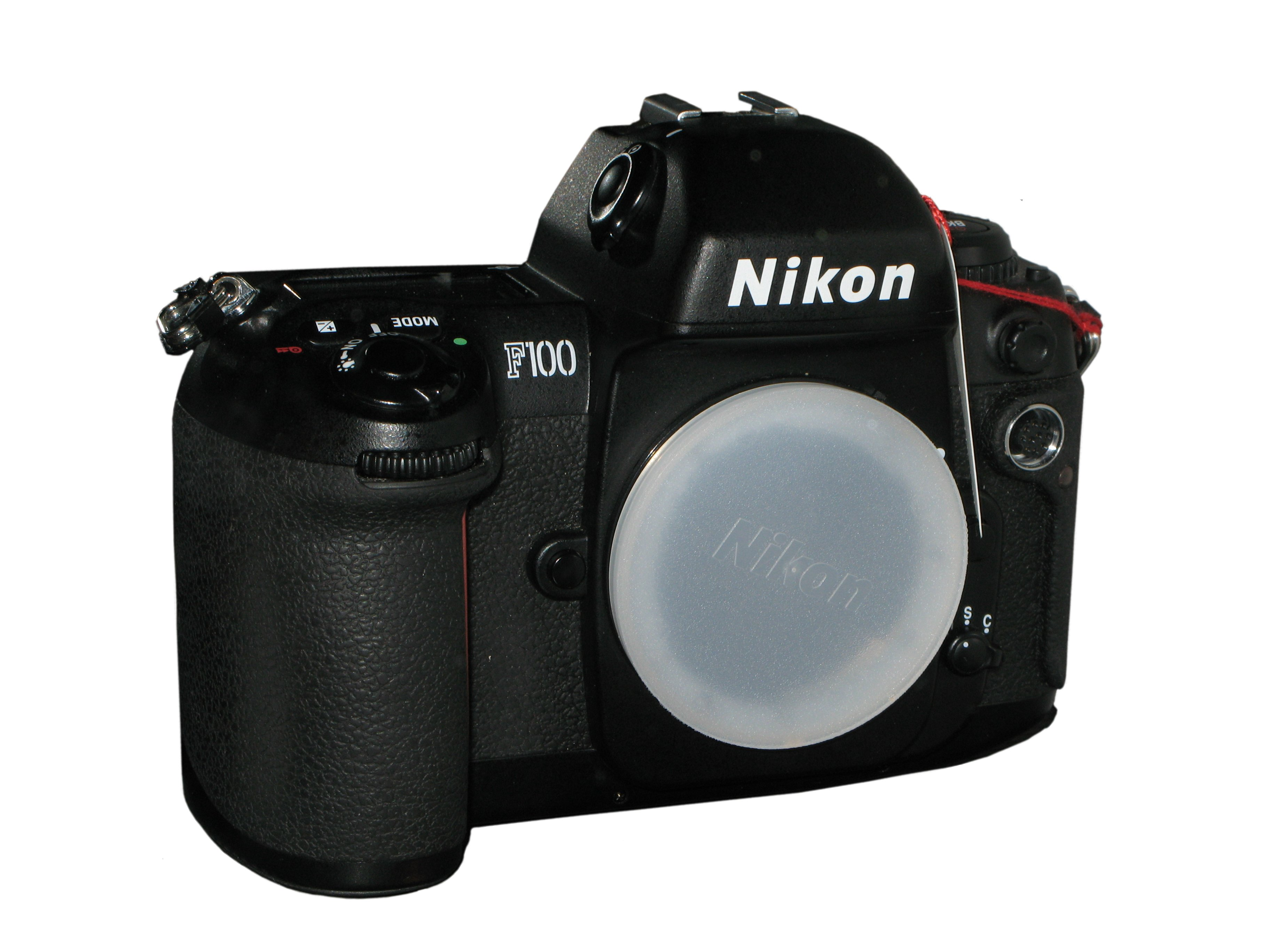
F100

Die Nikon F100 ist eine semiprofessionelle analoge Spiegelreflexkamera des japanischen Kameraherstellers Nikon und wurde von 1999 bis 2006 produziert. Für die Filmbeförderung sowie die Filmrückspulung besitzt sie Elektromotoren. Die Filmempfindlichkeit erkennt sie automatisch, sie kann jedoch auch manuell eingestellt werden. Die Kamera gehört zur Nikon-F-Serie Autofokus, hat jedoch mehr Einstellungsmöglichkeiten als die Nikon F80 wie z. B. eine Dioptrienkorrektur für den optischen Sucher. Die F100 verwendet wie die Nikon F5 fünf Autofokusmessfelder, von denen drei Kreuzsensoren sind. Die Messfelder können automatisch oder in der Einzelfeldmessung verwendet werden. Zur Kontrolle der Schärfentiefe kann die Abblendtaste eingesetzt werden. Die Belichtungsmessung erfolgt jedoch wie bei der Nikon F80 in 10-Messzonen. Als Belichtungsmessmethoden stehen die 3D-Matrixmessung, die mittenbetonte Messung und die Spotmessung zur Verfügung. Alle Objektive mit dem Nikon-F-Bajonett können an die F100 angeschlossen werden. Die volle Funktionsfähigkeit (Autofokus, 3D-Color-Belichtungsmessung) kann nur mit Objektiven vom Typ D oder G erreicht werden. Die Nikon F100 kann bis zu 4,5 Bilder pro Sekunde im Serienbildmodus, bei Verwendung des zusätzlichen Batteriepacks MB 15 bis zu 5 Bilder pro Sekunde aufnehmen.

## Technische Daten
- Typ: Kleinbild Spiegelreflexkamera mit Schlitzverschluss und integriertem Motor.
- Objektivanschluss: Nikon-F-Bajonett
- Sucher: Pentaprisma mit 96 % Bildfeld, 0,76-fache Vergrößerung
- Dioptrienkorrektur: −1 bis +3
- ISO-Automatik (DX): 25–5000, manuell 6–6400
- Betriebsarten: Manuell (M), Zeitautomatik (A), Blendenautomatik (S), Programmautomatik (P)
- Autofokusmessfelder: 5, davon drei Kreuzsensoren
- Autofokusmodi: Single (S), Continuous (C) und Manuell (M)
- Verschlusszeiten: 1/8000 s bis 30 s und Bulb, Blitz-Synchronisationszeit 1/250 s
- Belichtungsmessung: 3D-Matrixmessung (D und G-Objektive), Matrixmessung, Mittenbetonte Messung, Spotmessung
- Gehäuse: Magnesium
- Gewicht: 880 g mit 4 Mignon-Batterien; 785 g ohne Batterien